# L'Évasion de Richard Cœur de Lion (recueil)
 (janvier 2023).
L'Évasion de Richard Cœur de Lion est un recueil des nouvelles de Jean d'Aillon paru en 2015. Il contient six nouvelles.

## Synopsis des nouvelles[2]

### La Charte maudite 1192
Ussel et Gilbert trouvent quatre pendus dans une forêt du seigneur de Chissey et s'arrêtent dans le village. Quand le seigneur est parti en croisade, il a écrit une charte pour ses villageois mais son neveu Odet qui l'a remplacé l'a modifiée à son avantage. Les pendus l'ont été pour révolte. Ussel désarme Odet et le laisse fuir. Le lendemain, Odet enlève Étiennette. Ussel fait faire une échelle au mérandier. Avec deux révoltés, il gravit les remparts du château mais se fait prendre. Grâce à des coutelas cachés, il terrasse ses ennemis. Il fait écrire et signer les confessions du père et de la sœur d'Odet sur la falsification de la charte. Il nomme la sœur d'Odet châtelaine et l'oblige à écrire une nouvelle charte avec les villageois. Il dépose les confessions à Cluny.

### L'Évasion de Richard Cœur de Lion 1193
Richard Cœur de Lion est prisonnier de l'empereur Henri VI d'Allemagne à Trifels. Nesle, frère d'adoption, veut le libérer. Il enrôle quelques chevaliers et part vers Trifels. Ussel les croise dans une auberge. Ils sont attaqués en repartant par des routiers à la solde de Jean, frère de Richard. Ussel les sauve et ils le prennent avec eux. Ils reviennent sans Richard car Henri VI exige une rançon.

### Le Noël du chat botté 1198
Durant les fêtes de la Nativité de l’an de grâce 1198, trois jongleurs arrivent au château de Saint-Gilles. L’un d’eux est un monstre, un nain avec une face poilue le faisant ressembler à un chat. Accusés d’être au service du démon, deux des ménétriers sont enfermés tandis que l’homme-chat disparaît. Guilhem d’Ussel mettra alors à jour une machination visant à tuer Raymond de Toulouse, mais les jongleurs ne sont-ils pas venus à Saint-Gilles pour quelqu’un d’autre ? 

### Les Perdrix de Lectoure 1199
En 1199, Ussel arrive dans un hôtel de Lectoure. On lui sert des perdrix grillées. L'hôtelier dit à sa femme, Belon, qu'elles sont trop cuites puis frappe Colinet, tailleur, qu'il accuse d'avoir courtisé Belon. Dans la nuit, l'aubergiste est tué et un gant de Colinet est trouvé. Le matin, Belon part et laisse Ussel seul. Il trouve le 2e gant sous le matelas du mort. Belon revient, blesse Ussel puis elle-même. Elle avoue que le tueur est l'archidiacre à qui elle s'était plainte.

### Retour à Cluny 1200
En 1200, Ussel amène un pli du roi à Cluny. L'abbé Hugues lui dit que la veille, une peinture de Jésus a saigné. Le père Étienne dit qu'une autre vient de le faire. Ussel dit au père Renaud de guetter dans la 3e abside. Un tableau y saigne sans qu'il n'ait rien vu. Le père Guillaume est trouvé pendu. Ussel découvre que c'est frère Airard, fabricant l'encre, qui en a mis sur les tableaux et poussé père Guillaume au suicide pour une vieille histoire de croisés.

### Le Loup maléfique 1201
En 1202, depuis son château de Lamaguère, Ussel entend un loup proche. Le lendemain, le corps de Stéphania, fille du tenancier Étienne, est trouvé déchiqueté. Le lendemain, le corps d'Étienne est trouvé lacéré aussi. Lors d'une battue, Estève, valet, disparaît. Son corps est trouvé non loin de son poste. La nuit suivante, Ussel va vers les hurleries et voit Raimond, mari de Stephania, se faire tuer par Radu, écuyer du comte Dracul qu'Ussel a tué en 01. Radu a 2 gants griffus qu'Ussel prend pour le tuer.